# Comté de Teton (Idaho)
Pour les articles homonymes, voir Comté de Teton.
Le comté de Teton est un comté des États-Unis situé dans l’État de l'Idaho. En 2000, la population était de 5 999 habitants. Son siège est Driggs. Le comté a été créé en 1915 et nommé en l'honneur des Teton Mountains, une chaîne de montagne.

## Géolocalisation
|                  | Comté de Fremont    |                           |
| Comté de Madison | Comté de Teton      | Comté de Teton, (Wyoming) |
|                  | Comté de Bonneville |                           |

## Principales villes
- Driggs
- Tetonia
- Victor

## Démographie
| 1920  | 1930  | 1940  | 1950  | 1960  | 1970  |
| ----- | ----- | ----- | ----- | ----- | ----- |
| 3 921 | 3 573 | 3 601 | 3 204 | 2 639 | 2 351 |

| 1980  | 1990  | 2000  | 2010   | 2020   | - |
| ----- | ----- | ----- | ------ | ------ | - |
| 2 897 | 3 439 | 5 999 | 10 170 | 11 630 | - |